# Kremlin Cup 2006
La Kremlin Cup 2006 è stato un torneo di tennis giocato sul cemento indoor. È stata la 17ª edizione del torneo maschile che fa parte della categoria International Series nell'ambito dell'ATP Tour 2006 e l'11ª del torneo femminile che fa parte della categoria Tier I nell'ambito del WTA Tour 2006. Il torneo si è giocato allo Stadio Olimpico di Mosca,  in Russia, dal 9 al 15 ottobre 2006.

## Campioni

### Singolare maschile
Nikolaj Davydenko ha battuto in finale  Marat Safin con il punteggio di 6–4, 5–7, 6–4

### Singolare femminile
Anna Čakvetadze ha battuto in finale  Nadia Petrova con il punteggio di 6–4, 6–4

### Doppio maschile
Fabrice Santoro /  Nenad Zimonjić hanno battuto in finale  František Čermák /  Jaroslav Levinský con il punteggio di 6–1, 7–5

### Doppio femminile
Květa Peschke /  Francesca Schiavone hanno battuto in finale  Iveta Benešová /  Galina Voskoboeva con il punteggio di 6–4, 6(4)–7, 6–1